# Bauer Cup 2007
Il Bauer Cup 2007 è stato un torneo di tennis facente parte della categoria ATP Challenger Series nell'ambito dell'ATP Challenger Series 2007. Il torneo si è giocato a Eckental in Germania dal 5 all'11 novembre 2007 su campi in sintetico indoor.

## Vincitori

### Singolare
Denis Gremelmayr ha battuto in finale  Roko Karanušić per walkover

### Doppio
Philipp Petzschner /  Alexander Peya hanno battuto in finale  Philipp Marx /  Lars Übel con il punteggio di 6–3, 6–4